# Kardinal Schwarzenberg Klinikum

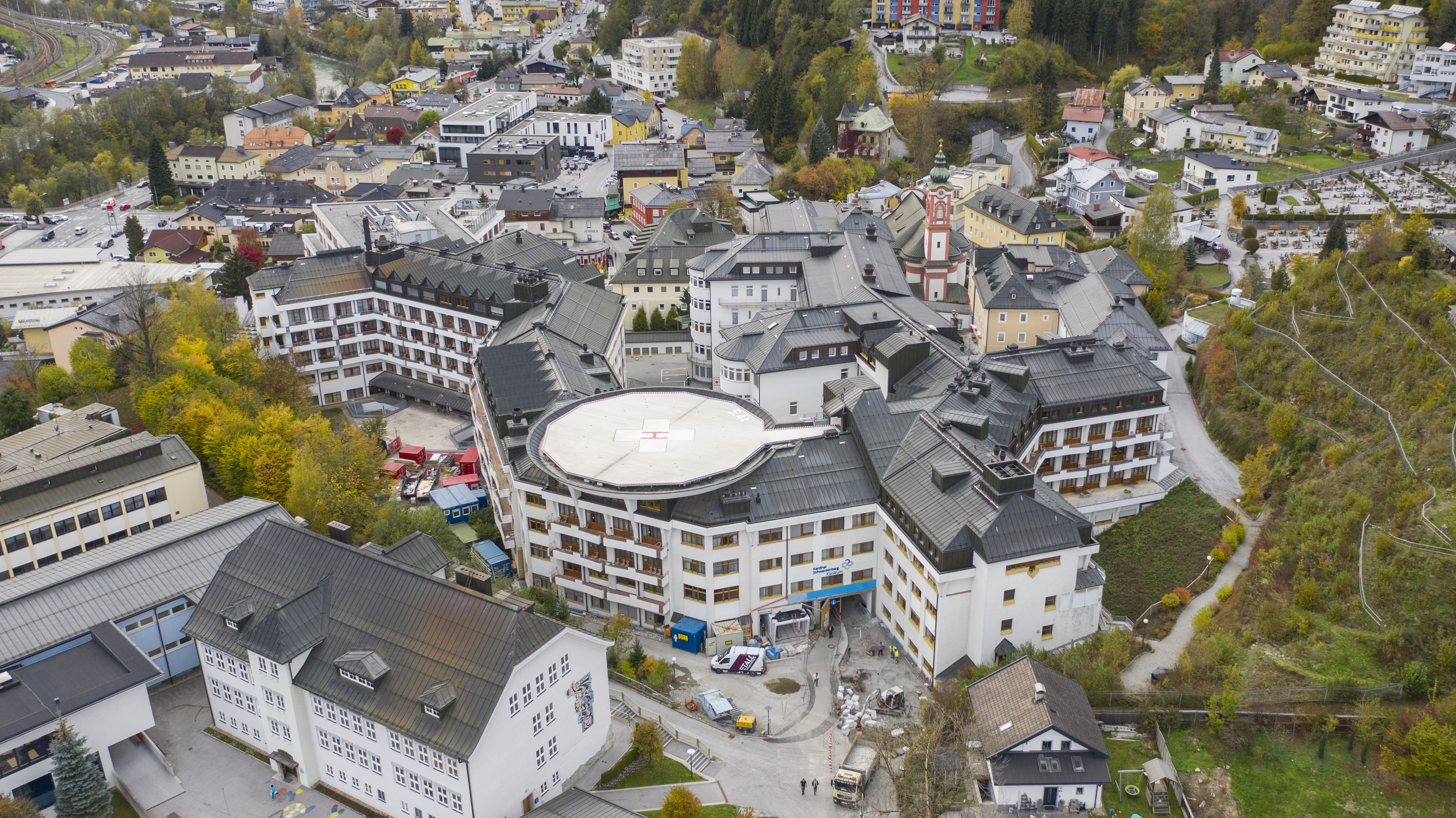
Kardinal Schwarzenberg Klinikum im Ortszentrum von Schwarzach (2018)

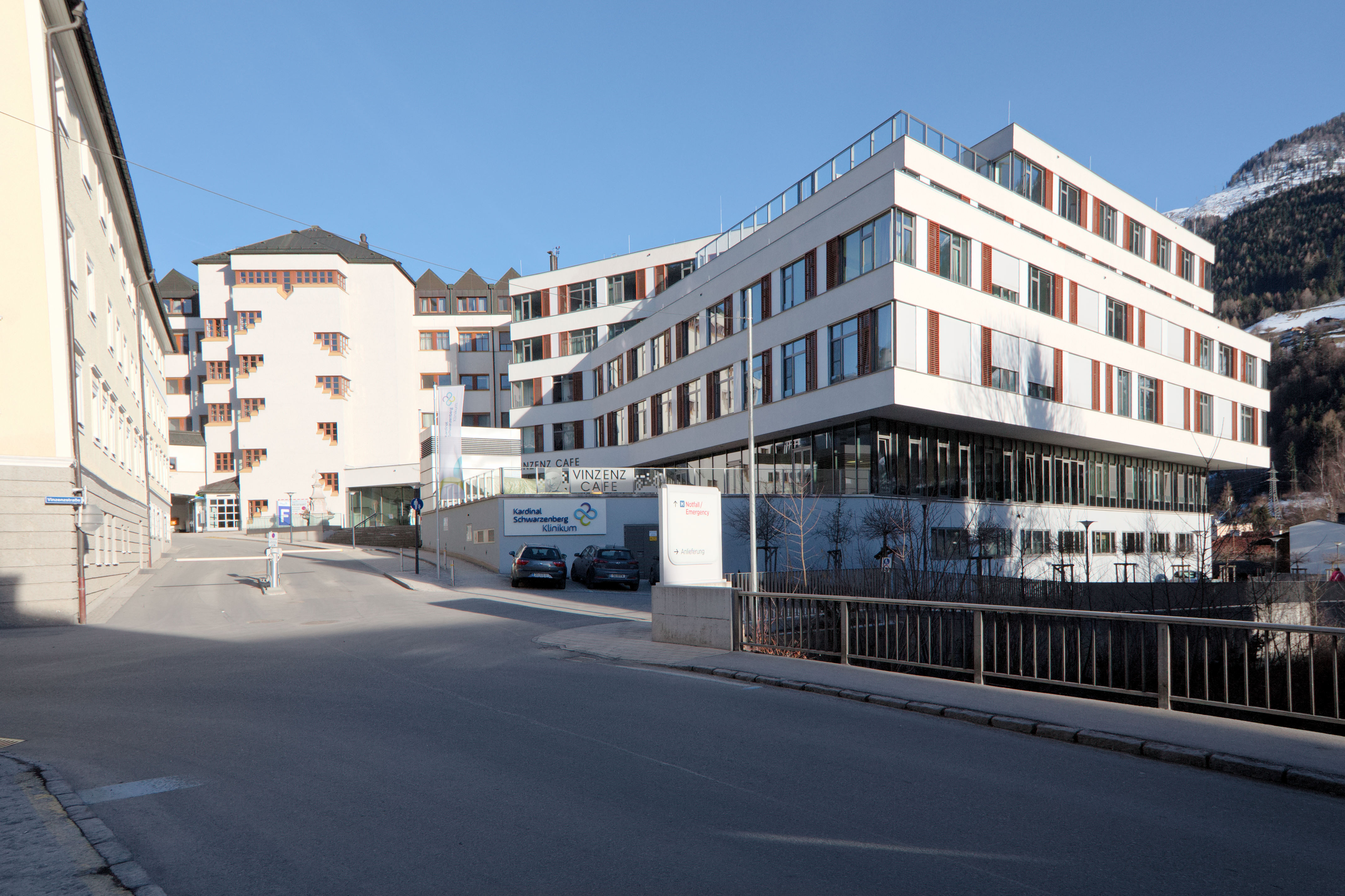
Kardinal Schwarzenberg Klinikum (2018)

Das Kardinal Schwarzenberg Klinikum ist ein Spital in der österreichischen Marktgemeinde Schwarzach im Pongau. Es befindet sich am Kardinal Schwarzenbergplatz 1. Die Trägerschaft haben die Töchter der christlichen Liebe (Barmherzige Schwestern) der Provinz Salzburg inne. Das zweitgrößte Spital des Bundeslandes nimmt eine führende Rolle für die Versorgungsregion im Süden des Landes mit seinen 200'000 Einwohnern ein.

## Geschichte
1839 kaufte der Erzbischof von Salzburg Friedrich zu Schwarzenberg das ehemalige Benediktiner-Missionshaus. Nach einer Sanierung wurden 1844 sieben Schwestern, ausgebildet bei den Barmherzigen Schwestern in München, in die neu geschaffene Institution eingeführt. 1876 übergab der inzwischen nach Prag translozierte Schwarzenberg das Kardinal Schwarzenberg’sche Krankenhaus inklusive Schulden und 45 namentlich angeführten Pfleglingen den Barmherzigen Schwestern. Mit dem Bau der Salzburg-Tiroler-Bahn kamen mehr Menschen und Arbeitsmöglichkeiten in den Pongau und so stieg auch der Bedarf an Betten im Krankenhaus. 1928 wurde ein neuer Trakt, vor allem für die Chirurgie, eröffnet. Damit stieg die Bettenzahl auf 130.
Im Zweiten Weltkrieg diente das Haus als Lazarett. Die Enteignung von 1942 wurde 1945, nach dem Krieg, zurückgenommen. In der folgenden Zeit wurde das Krankenhaus stetig erweitert: Die Schwarzacher Volksschule wurde 1952 zum Kinderspital umgebaut, 1955 wurde die Interne Abteilung geschaffen, die Unfallabteilung wurde 1966 fertiggestellt. 1974 wurde der Neubau der Krankenpflegeschule eröffnet, ebenso 1974 wurde das Spital in St. Johann als Außenstelle gepachtet. 1981 zerstörte ein Brand die Kirche und ein angrenzendes Gebäude, weshalb die Innere Abteilung für 9 Jahre nach St. Johann wanderte. 1984 startete ein Neubau der zerstörten Bereiche, der bis in die 1990er Jahre dauerte. Nachfolgende Erweiterungen und Erneuerungen betrafen unter anderem Kreißsäle, Unfallambulanz und Kinderspital.
2017 wurde die Einrichtung in Kardinal Schwarzenberg Klinikum umbenannt. Sie ist auch Standort der Fachhochschule Salzburg. Seit Oktober 2019 wird der Bachelor-Studiengang Gesundheits- & Krankenpflege angeboten. Zu diesem Zweck wurde ein multifunktionaler, siebengeschoßiger Neubau errichtet, der 2020 fertiggestellt wurde. Darin befinden sich ein Studentenwohnheim mit 121 Einzelzimmern, moderne Hörsäle und Unterrichtsräume, 22 geförderte Mietwohnungen sowie die neue Schwarzacher Rotkreuzdienststelle.
Geplante Erweiterungen
2019 wurde von der Salzburger Landesregierung der Masterplan 2025 beschlossen, der umfangreiche Ausbauten vorsieht. 
[veraltet]
2021 soll das ehemalige Kinderspital im nördlichen Bereich des Spitals abgerissen und ab 2022 ein siebengeschoßiger Neubau errichtet werden. Die Bruttogeschoßfläche beträgt 12.370 m², es sollen die vergrößerte Abteilung Psychiatrie, die Anstaltsapotheke, die klinische Diagnostik sowie die Intensivstation der Anästhesie einziehen. Alle Operationssäle sollen auf eine Ebene zusammengefasst werden. Die Finanzierung teilen sich das Land Salzburg, der Salzburger Gesundheitsfonds und die 25 Pongauer Gemeinden.